# Quatre Jours de Dunkerque 2019
Les Quatre Jours de Dunkerque 2019 sont la 65e édition de cette course cycliste masculine sur route. Ils ont lieu du 14 au 19 mai 2019 dans la région Hauts-de-France, en France, et font partie du calendrier UCI Europe Tour 2019 en catégorie 2.HC.

## Présentation

### Équipes
Classés en catégorie 2.HC de l'UCI Europe Tour, les Quatre Jours de Dunkerque sont par conséquent ouverts aux WorldTeams dans la limite de 70 % des équipes participantes, aux équipes continentales professionnelles, aux équipes continentales françaises, aux équipes continentales étrangères dans la limite de deux, et à une équipe nationale française.
Dix-huit équipes participent à la course : quatre WorldTeams, douze équipes continentales professionnelles et deux équipes continentales :
| WorldTeams (4)- AG2R La Mondiale - Lotto Soudal - Groupama-FDJ - Team Jumbo-Visma Équipes continentales professionnelles (12)- Cofidis, Solutions Crédits - Roompot-Charles - Arkéa-Samsic - Wanty-Groupe Gobert - Delko-Marseille Provence - Total Direct Énergie - Vital Concept-B&B Hotels - Sport Vlaanderen-Baloise - Wallonie Bruxelles - Corendon-Circus - Euskadi Basque Country-Murias - Israel Cycling Academy Équipes continentales (2)- Saint Michel-Auber 93 - Natura4Ever-Roubaix Lille Métropole |
| |

## Étapes
| Étape     | Date   | Villes étapes                  | type            | Distance (km) | Vainqueur d'étape | Leader du classement général |
| --------- | ------ | ------------------------------ | --------------- | ------------- | ----------------- | ---------------------------- |
| 1re étape | 14 mai | Dunkerque – Condé-sur-l'Escaut | étape de plaine | 172,9         | Dylan Groenewegen | Dylan Groenewegen            |
| 2e étape  | 15 mai | Wallers – Saint-Quentin        | étape de plaine | 177,7         | Dylan Groenewegen | Dylan Groenewegen            |
| 3e étape  | 16 mai | Laon – Compiègne               | étape vallonnée | 156,5         | Dylan Groenewegen | Dylan Groenewegen            |
| 4e étape  | 17 mai | Fort-Mahon-Plage – Le Portel   | étape vallonnée | 179,8         | Bryan Coquard     | Mike Teunissen               |
| 5e étape  | 18 mai | Gravelines – Cassel            | étape vallonnée | 184,5         | Mike Teunissen    | Mike Teunissen               |
| 6e étape  | 19 mai | Roubaix – Dunkerque            | étape de plaine | 187,3         | Mike Teunissen    | Mike Teunissen               |

## Déroulement de la course

### 1reétape
| \| Classement de l'étape \| Classement de l'étape \| Classement de l'étape \| Classement de l'étape \| Classement de l'étape \| \| Coureur \| Coureur \| Pays \| Équipe \| Temps \| \| --------------------- \| --------------------- \| --------------------- \| ----------------------------------- \| --------------------- \| \| 1er \| Dylan Groenewegen \| Pays-Bas \| Team Jumbo-Visma \| 4 h 17 min 45 s \| \| 2e \| Marc Sarreau \| France \| Groupama-FDJ \| + 0 s \| \| 3e \| Mike Teunissen \| Pays-Bas \| Team Jumbo-Visma \| + 0 s \| \| 4e \| Pierre Barbier \| France \| Natura4Ever-Roubaix Lille Métropole \| + 0 s \| \| 5e \| Emīls Liepiņš \| Lettonie \| Wallonie Bruxelles \| + 0 s \| \| 6e \| Rudy Barbier \| France \| Israel Cycling Academy \| + 0 s \| \| 7e \| Cyril Barthe \| France \| Euskadi Basque Country-Murias \| + 0 s \| \| 8e \| Amund Grøndahl Jansen \| Norvège \| Team Jumbo-Visma \| + 0 s \| \| 9e \| Timothy Dupont \| Belgique \| Wanty-Gobert \| + 0 s \| \| 10e \| Daniel Viejo \| Espagne \| Euskadi Basque Country-Murias \| + 0 s \| |                       |          |                                     |                 |
| |                       |          |                                     |                 |
| Source : ProCyclingStats |                       |          |                                     |                 |
| Classement de l'étape |                       |          |                                     |                 |
| Coureur | Coureur               | Pays     | Équipe                              | Temps           |
| 1er | Dylan Groenewegen     | Pays-Bas | Team Jumbo-Visma                    | 4 h 17 min 45 s |
| 2e | Marc Sarreau          | France   | Groupama-FDJ                        | + 0 s           |
| 3e | Mike Teunissen        | Pays-Bas | Team Jumbo-Visma                    | + 0 s           |
| 4e | Pierre Barbier        | France   | Natura4Ever-Roubaix Lille Métropole | + 0 s           |
| 5e | Emīls Liepiņš         | Lettonie | Wallonie Bruxelles                  | + 0 s           |
| 6e | Rudy Barbier          | France   | Israel Cycling Academy              | + 0 s           |
| 7e | Cyril Barthe          | France   | Euskadi Basque Country-Murias       | + 0 s           |
| 8e | Amund Grøndahl Jansen | Norvège  | Team Jumbo-Visma                    | + 0 s           |
| 9e | Timothy Dupont        | Belgique | Wanty-Gobert                        | + 0 s           |
| 10e | Daniel Viejo          | Espagne  | Euskadi Basque Country-Murias       | + 0 s           |

| \| Classement général \| Classement général \| Classement général \| Classement général \| Classement général \| \| Coureur \| Coureur \| Pays \| Équipe \| Temps \| \| ------------------ \| ------------------ \| ------------------ \| ----------------------------------- \| ------------------ \| \| 1er \| Dylan Groenewegen \| Pays-Bas \| Team Jumbo-Visma \| 4 h 17 min 35 s \| \| 2e \| Marc Sarreau \| France \| Groupama-FDJ \| + 1 s \| \| 3e \| Elmar Reinders \| Pays-Bas \| Roompot-Charles \| + 4 s \| \| 4e \| Mike Teunissen \| Pays-Bas \| Team Jumbo-Visma \| + 6 s \| \| 5e \| Samuel Leroux \| France \| Natura4Ever-Roubaix Lille Métropole \| + 7 s \| \| 6e \| Rudy Barbier \| France \| Israel Cycling Academy \| + 8 s \| \| 7e \| Tom Devriendt \| Belgique \| Wanty-Gobert \| + 8 s \| \| 8e \| Dries De Bondt \| Belgique \| Corendon-Circus \| + 9 s \| \| 9e \| Julien Duval \| France \| AG2R La Mondiale \| + 9 s \| \| 10e \| Pierre Barbier \| France \| Natura4Ever-Roubaix Lille Métropole \| + 10 s \| |                   |          |                                     |                 |
| |                   |          |                                     |                 |
| Source : ProCyclingStats |                   |          |                                     |                 |
| Classement général |                   |          |                                     |                 |
| Coureur | Coureur           | Pays     | Équipe                              | Temps           |
| 1er | Dylan Groenewegen | Pays-Bas | Team Jumbo-Visma                    | 4 h 17 min 35 s |
| 2e | Marc Sarreau      | France   | Groupama-FDJ                        | + 1 s           |
| 3e | Elmar Reinders    | Pays-Bas | Roompot-Charles                     | + 4 s           |
| 4e | Mike Teunissen    | Pays-Bas | Team Jumbo-Visma                    | + 6 s           |
| 5e | Samuel Leroux     | France   | Natura4Ever-Roubaix Lille Métropole | + 7 s           |
| 6e | Rudy Barbier      | France   | Israel Cycling Academy              | + 8 s           |
| 7e | Tom Devriendt     | Belgique | Wanty-Gobert                        | + 8 s           |
| 8e | Dries De Bondt    | Belgique | Corendon-Circus                     | + 9 s           |
| 9e | Julien Duval      | France   | AG2R La Mondiale                    | + 9 s           |
| 10e | Pierre Barbier    | France   | Natura4Ever-Roubaix Lille Métropole | + 10 s          |

### 2eétape
| \| Classement de l'étape \| Classement de l'étape \| Classement de l'étape \| Classement de l'étape \| Classement de l'étape \| \| Coureur \| Coureur \| Pays \| Équipe \| Temps \| \| --------------------- \| --------------------- \| --------------------- \| ----------------------------------- \| --------------------- \| \| 1er \| Dylan Groenewegen \| Pays-Bas \| Team Jumbo-Visma \| 4 h 08 min 33 s \| \| 2e \| Timothy Dupont \| Belgique \| Wanty-Gobert \| + 0 s \| \| 3e \| Roy Jans \| Belgique \| Corendon-Circus \| + 0 s \| \| 4e \| Tom Van Asbroeck \| Belgique \| Israel Cycling Academy \| + 0 s \| \| 5e \| Jens Keukeleire \| Belgique \| Lotto-Soudal \| + 0 s \| \| 6e \| Piet Allegaert \| Belgique \| Sport Vlaanderen-Baloise \| + 0 s \| \| 7e \| Mike Teunissen \| Pays-Bas \| Team Jumbo-Visma \| + 0 s \| \| 8e \| Michael Van Staeyen \| Belgique \| Roompot-Charles \| + 0 s \| \| 9e \| Pieter Vanspeybrouck \| Belgique \| Wanty-Gobert \| + 0 s \| \| 10e \| Pierre Barbier \| France \| Natura4Ever-Roubaix Lille Métropole \| + 0 s \| |                      |          |                                     |                 |
| |                      |          |                                     |                 |
| Source : ProCyclingStats |                      |          |                                     |                 |
| Classement de l'étape |                      |          |                                     |                 |
| Coureur | Coureur              | Pays     | Équipe                              | Temps           |
| 1er | Dylan Groenewegen    | Pays-Bas | Team Jumbo-Visma                    | 4 h 08 min 33 s |
| 2e | Timothy Dupont       | Belgique | Wanty-Gobert                        | + 0 s           |
| 3e | Roy Jans             | Belgique | Corendon-Circus                     | + 0 s           |
| 4e | Tom Van Asbroeck     | Belgique | Israel Cycling Academy              | + 0 s           |
| 5e | Jens Keukeleire      | Belgique | Lotto-Soudal                        | + 0 s           |
| 6e | Piet Allegaert       | Belgique | Sport Vlaanderen-Baloise            | + 0 s           |
| 7e | Mike Teunissen       | Pays-Bas | Team Jumbo-Visma                    | + 0 s           |
| 8e | Michael Van Staeyen  | Belgique | Roompot-Charles                     | + 0 s           |
| 9e | Pieter Vanspeybrouck | Belgique | Wanty-Gobert                        | + 0 s           |
| 10e | Pierre Barbier       | France   | Natura4Ever-Roubaix Lille Métropole | + 0 s           |

| \| Classement général \| Classement général \| Classement général \| Classement général \| Classement général \| \| Coureur \| Coureur \| Pays \| Équipe \| Temps \| \| ------------------ \| ------------------ \| ------------------ \| ----------------------------------- \| ------------------ \| \| 1er \| Dylan Groenewegen \| Pays-Bas \| Team Jumbo-Visma \| 8 h 25 min 58 s \| \| 2e \| Marc Sarreau \| France \| Groupama-FDJ \| + 11 s \| \| 3e \| Lasse Norman Leth \| Danemark \| Corendon-Circus \| + 12 s \| \| 4e \| Timothy Dupont \| Belgique \| Wanty-Gobert \| + 14 s \| \| 5e \| Elmar Reinders \| Pays-Bas \| Roompot-Charles \| + 14 s \| \| 6e \| Mike Teunissen \| Pays-Bas \| Team Jumbo-Visma \| + 16 s \| \| 7e \| Roy Jans \| Belgique \| Corendon-Circus \| + 16 s \| \| 8e \| Samuel Leroux \| France \| Natura4Ever-Roubaix Lille Métropole \| + 17 s \| \| 9e \| Rudy Barbier \| France \| Israel Cycling Academy \| + 18 s \| \| 10e \| Dries De Bondt \| Belgique \| Corendon-Circus \| + 19 s \| |                   |          |                                     |                 |
| |                   |          |                                     |                 |
| Source : ProCyclingStats |                   |          |                                     |                 |
| Classement général |                   |          |                                     |                 |
| Coureur | Coureur           | Pays     | Équipe                              | Temps           |
| 1er | Dylan Groenewegen | Pays-Bas | Team Jumbo-Visma                    | 8 h 25 min 58 s |
| 2e | Marc Sarreau      | France   | Groupama-FDJ                        | + 11 s          |
| 3e | Lasse Norman Leth | Danemark | Corendon-Circus                     | + 12 s          |
| 4e | Timothy Dupont    | Belgique | Wanty-Gobert                        | + 14 s          |
| 5e | Elmar Reinders    | Pays-Bas | Roompot-Charles                     | + 14 s          |
| 6e | Mike Teunissen    | Pays-Bas | Team Jumbo-Visma                    | + 16 s          |
| 7e | Roy Jans          | Belgique | Corendon-Circus                     | + 16 s          |
| 8e | Samuel Leroux     | France   | Natura4Ever-Roubaix Lille Métropole | + 17 s          |
| 9e | Rudy Barbier      | France   | Israel Cycling Academy              | + 18 s          |
| 10e | Dries De Bondt    | Belgique | Corendon-Circus                     | + 19 s          |

### 3eétape
| \| Classement de l'étape \| Classement de l'étape \| Classement de l'étape \| Classement de l'étape \| Classement de l'étape \| \| Coureur \| Coureur \| Pays \| Équipe \| Temps \| \| --------------------- \| --------------------- \| --------------------- \| -------------------------- \| --------------------- \| \| 1er \| Dylan Groenewegen \| Pays-Bas \| Team Jumbo-Visma \| 3 h 33 min 54 s \| \| 2e \| Marc Sarreau \| France \| Groupama-FDJ \| + 0 s \| \| 3e \| Christophe Laporte \| France \| Cofidis, Solutions Crédits \| + 0 s \| \| 4e \| Roy Jans \| Belgique \| Corendon-Circus \| + 0 s \| \| 5e \| Timothy Dupont \| Belgique \| Wanty-Gobert \| + 0 s \| \| 6e \| Aksel Nõmmela \| Estonie \| Wallonie Bruxelles \| + 0 s \| \| 7e \| Kevyn Ista \| Belgique \| Wallonie Bruxelles \| + 0 s \| \| 8e \| Tom Van Asbroeck \| Belgique \| Israel Cycling Academy \| + 0 s \| \| 9e \| Jens Keukeleire \| Belgique \| Lotto-Soudal \| + 0 s \| \| 10e \| Michael Van Staeyen \| Belgique \| Roompot-Charles \| + 0 s \| |                     |          |                            |                 |
| |                     |          |                            |                 |
| Source : ProCyclingStats |                     |          |                            |                 |
| Classement de l'étape |                     |          |                            |                 |
| Coureur | Coureur             | Pays     | Équipe                     | Temps           |
| 1er | Dylan Groenewegen   | Pays-Bas | Team Jumbo-Visma           | 3 h 33 min 54 s |
| 2e | Marc Sarreau        | France   | Groupama-FDJ               | + 0 s           |
| 3e | Christophe Laporte  | France   | Cofidis, Solutions Crédits | + 0 s           |
| 4e | Roy Jans            | Belgique | Corendon-Circus            | + 0 s           |
| 5e | Timothy Dupont      | Belgique | Wanty-Gobert               | + 0 s           |
| 6e | Aksel Nõmmela       | Estonie  | Wallonie Bruxelles         | + 0 s           |
| 7e | Kevyn Ista          | Belgique | Wallonie Bruxelles         | + 0 s           |
| 8e | Tom Van Asbroeck    | Belgique | Israel Cycling Academy     | + 0 s           |
| 9e | Jens Keukeleire     | Belgique | Lotto-Soudal               | + 0 s           |
| 10e | Michael Van Staeyen | Belgique | Roompot-Charles            | + 0 s           |

| \| Classement général \| Classement général \| Classement général \| Classement général \| Classement général \| \| Coureur \| Coureur \| Pays \| Équipe \| Temps \| \| ------------------ \| ------------------ \| ------------------ \| -------------------------- \| ------------------ \| \| 1er \| Dylan Groenewegen \| Pays-Bas \| Team Jumbo-Visma \| 11 h 59 min 42 s \| \| 2e \| Marc Sarreau \| France \| Groupama-FDJ \| + 15 s \| \| 3e \| Timothy Dupont \| Belgique \| Wanty-Gobert \| + 24 s \| \| 4e \| Mike Teunissen \| Pays-Bas \| Team Jumbo-Visma \| + 26 s \| \| 5e \| Jens Keukeleire \| Belgique \| Lotto-Soudal \| + 26 s \| \| 6e \| Roy Jans \| Belgique \| Corendon-Circus \| + 26 s \| \| 7e \| Christophe Laporte \| France \| Cofidis, Solutions Crédits \| + 26 s \| \| 8e \| Anthony Turgis \| France \| Total Direct Énergie \| + 27 s \| \| 9e \| Lasse Norman Leth \| Danemark \| Corendon-Circus \| + 28 s \| \| 10e \| Elmar Reinders \| Pays-Bas \| Roompot-Charles \| + 29 s \| |                    |          |                            |                  |
| |                    |          |                            |                  |
| Source : ProCyclingStats |                    |          |                            |                  |
| Classement général |                    |          |                            |                  |
| Coureur | Coureur            | Pays     | Équipe                     | Temps            |
| 1er | Dylan Groenewegen  | Pays-Bas | Team Jumbo-Visma           | 11 h 59 min 42 s |
| 2e | Marc Sarreau       | France   | Groupama-FDJ               | + 15 s           |
| 3e | Timothy Dupont     | Belgique | Wanty-Gobert               | + 24 s           |
| 4e | Mike Teunissen     | Pays-Bas | Team Jumbo-Visma           | + 26 s           |
| 5e | Jens Keukeleire    | Belgique | Lotto-Soudal               | + 26 s           |
| 6e | Roy Jans           | Belgique | Corendon-Circus            | + 26 s           |
| 7e | Christophe Laporte | France   | Cofidis, Solutions Crédits | + 26 s           |
| 8e | Anthony Turgis     | France   | Total Direct Énergie       | + 27 s           |
| 9e | Lasse Norman Leth  | Danemark | Corendon-Circus            | + 28 s           |
| 10e | Elmar Reinders     | Pays-Bas | Roompot-Charles            | + 29 s           |

### 4eétape
| \| Classement de l'étape \| Classement de l'étape \| Classement de l'étape \| Classement de l'étape \| Classement de l'étape \| \| Coureur \| Coureur \| Pays \| Équipe \| Temps \| \| --------------------- \| --------------------- \| --------------------- \| ----------------------------------- \| --------------------- \| \| 1er \| Bryan Coquard \| France \| Vital Concept-B&B Hotels \| 4 h 37 min 19 s \| \| 2e \| Clément Venturini \| France \| AG2R La Mondiale \| + 0 s \| \| 3e \| Mike Teunissen \| Pays-Bas \| Team Jumbo-Visma \| + 0 s \| \| 4e \| Tom Van Asbroeck \| Belgique \| Israel Cycling Academy \| + 0 s \| \| 5e \| Jens Keukeleire \| Belgique \| Lotto-Soudal \| + 0 s \| \| 6e \| Dimitri Claeys \| Belgique \| Cofidis, Solutions Crédits \| + 0 s \| \| 7e \| Aimé De Gendt \| Belgique \| Wanty-Gobert \| + 0 s \| \| 8e \| Julien Antomarchi \| France \| Natura4Ever-Roubaix Lille Métropole \| + 0 s \| \| 9e \| Piet Allegaert \| Belgique \| Sport Vlaanderen-Baloise \| + 0 s \| \| 10e \| Anthony Delaplace \| France \| Arkéa-Samsic \| + 0 s \| |                   |          |                                     |                 |
| |                   |          |                                     |                 |
| Source : ProCyclingStats |                   |          |                                     |                 |
| Classement de l'étape |                   |          |                                     |                 |
| Coureur | Coureur           | Pays     | Équipe                              | Temps           |
| 1er | Bryan Coquard     | France   | Vital Concept-B&B Hotels            | 4 h 37 min 19 s |
| 2e | Clément Venturini | France   | AG2R La Mondiale                    | + 0 s           |
| 3e | Mike Teunissen    | Pays-Bas | Team Jumbo-Visma                    | + 0 s           |
| 4e | Tom Van Asbroeck  | Belgique | Israel Cycling Academy              | + 0 s           |
| 5e | Jens Keukeleire   | Belgique | Lotto-Soudal                        | + 0 s           |
| 6e | Dimitri Claeys    | Belgique | Cofidis, Solutions Crédits          | + 0 s           |
| 7e | Aimé De Gendt     | Belgique | Wanty-Gobert                        | + 0 s           |
| 8e | Julien Antomarchi | France   | Natura4Ever-Roubaix Lille Métropole | + 0 s           |
| 9e | Piet Allegaert    | Belgique | Sport Vlaanderen-Baloise            | + 0 s           |
| 10e | Anthony Delaplace | France   | Arkéa-Samsic                        | + 0 s           |

| \| Classement général \| Classement général \| Classement général \| Classement général \| Classement général \| \| Coureur \| Coureur \| Pays \| Équipe \| Temps \| \| ------------------ \| --------------------- \| ------------------ \| ----------------------------- \| ------------------ \| \| 1er \| Mike Teunissen \| Pays-Bas \| Team Jumbo-Visma \| 16 h 37 min 23 s \| \| 2e \| Jens Keukeleire \| Belgique \| Lotto-Soudal \| + 4 s \| \| 3e \| Anthony Turgis \| France \| Total Direct Énergie \| + 5 s \| \| 4e \| Tom Van Asbroeck \| Belgique \| Israel Cycling Academy \| + 8 s \| \| 5e \| Amund Grøndahl Jansen \| Norvège \| Team Jumbo-Visma \| + 8 s \| \| 6e \| Marc Sarreau \| France \| Groupama-FDJ \| + 12 s \| \| 7e \| Piet Allegaert \| Belgique \| Sport Vlaanderen-Baloise \| + 14 s \| \| 8e \| Anthony Delaplace \| France \| Arkéa-Samsic \| + 14 s \| \| 9e \| Aimé De Gendt \| Belgique \| Wanty-Gobert \| + 14 s \| \| 10e \| Héctor Sáez \| Espagne \| Euskadi Basque Country-Murias \| + 14 s \| |                       |          |                               |                  |
| |                       |          |                               |                  |
| Source : ProCyclingStats |                       |          |                               |                  |
| Classement général |                       |          |                               |                  |
| Coureur | Coureur               | Pays     | Équipe                        | Temps            |
| 1er | Mike Teunissen        | Pays-Bas | Team Jumbo-Visma              | 16 h 37 min 23 s |
| 2e | Jens Keukeleire       | Belgique | Lotto-Soudal                  | + 4 s            |
| 3e | Anthony Turgis        | France   | Total Direct Énergie          | + 5 s            |
| 4e | Tom Van Asbroeck      | Belgique | Israel Cycling Academy        | + 8 s            |
| 5e | Amund Grøndahl Jansen | Norvège  | Team Jumbo-Visma              | + 8 s            |
| 6e | Marc Sarreau          | France   | Groupama-FDJ                  | + 12 s           |
| 7e | Piet Allegaert        | Belgique | Sport Vlaanderen-Baloise      | + 14 s           |
| 8e | Anthony Delaplace     | France   | Arkéa-Samsic                  | + 14 s           |
| 9e | Aimé De Gendt         | Belgique | Wanty-Gobert                  | + 14 s           |
| 10e | Héctor Sáez           | Espagne  | Euskadi Basque Country-Murias | + 14 s           |

### 5eétape
| \| Classement de l'étape \| Classement de l'étape \| Classement de l'étape \| Classement de l'étape \| Classement de l'étape \| \| Coureur \| Coureur \| Pays \| Équipe \| Temps \| \| --------------------- \| --------------------- \| --------------------- \| ----------------------------------- \| --------------------- \| \| 1er \| Mike Teunissen \| Pays-Bas \| Team Jumbo-Visma \| 4 h 38 min 56 s \| \| 2e \| Clément Venturini \| France \| AG2R La Mondiale \| + 0 s \| \| 3e \| Amund Grøndahl Jansen \| Norvège \| Team Jumbo-Visma \| + 0 s \| \| 4e \| Jens Keukeleire \| Belgique \| Lotto-Soudal \| + 8 s \| \| 5e \| Aimé De Gendt \| Belgique \| Wanty-Gobert \| + 8 s \| \| 6e \| Anthony Turgis \| France \| Total Direct Énergie \| + 11 s \| \| 7e \| Dimitri Claeys \| Belgique \| Cofidis, Solutions Crédits \| + 11 s \| \| 8e \| Anthony Delaplace \| France \| Arkéa-Samsic \| + 11 s \| \| 9e \| Tom Van Asbroeck \| Belgique \| Israel Cycling Academy \| + 11 s \| \| 10e \| Julien Antomarchi \| France \| Natura4Ever-Roubaix Lille Métropole \| + 11 s \| |                       |          |                                     |                 |
| |                       |          |                                     |                 |
| Source : ProCyclingStats |                       |          |                                     |                 |
| Classement de l'étape |                       |          |                                     |                 |
| Coureur | Coureur               | Pays     | Équipe                              | Temps           |
| 1er | Mike Teunissen        | Pays-Bas | Team Jumbo-Visma                    | 4 h 38 min 56 s |
| 2e | Clément Venturini     | France   | AG2R La Mondiale                    | + 0 s           |
| 3e | Amund Grøndahl Jansen | Norvège  | Team Jumbo-Visma                    | + 0 s           |
| 4e | Jens Keukeleire       | Belgique | Lotto-Soudal                        | + 8 s           |
| 5e | Aimé De Gendt         | Belgique | Wanty-Gobert                        | + 8 s           |
| 6e | Anthony Turgis        | France   | Total Direct Énergie                | + 11 s          |
| 7e | Dimitri Claeys        | Belgique | Cofidis, Solutions Crédits          | + 11 s          |
| 8e | Anthony Delaplace     | France   | Arkéa-Samsic                        | + 11 s          |
| 9e | Tom Van Asbroeck      | Belgique | Israel Cycling Academy              | + 11 s          |
| 10e | Julien Antomarchi     | France   | Natura4Ever-Roubaix Lille Métropole | + 11 s          |

| \| Classement général \| Classement général \| Classement général \| Classement général \| Classement général \| \| Coureur \| Coureur \| Pays \| Équipe \| Temps \| \| ------------------ \| --------------------- \| ------------------ \| ----------------------------------- \| ------------------ \| \| 1er \| Mike Teunissen \| Pays-Bas \| Team Jumbo-Visma \| 21 h 16 min 09 s \| \| 2e \| Amund Grøndahl Jansen \| Norvège \| Team Jumbo-Visma \| + 14 s \| \| 3e \| Jens Keukeleire \| Belgique \| Lotto-Soudal \| + 22 s \| \| 4e \| Anthony Turgis \| France \| Total Direct Énergie \| + 26 s \| \| 5e \| Tom Van Asbroeck \| Belgique \| Israel Cycling Academy \| + 29 s \| \| 6e \| Aimé De Gendt \| Belgique \| Wanty-Gobert \| + 32 s \| \| 7e \| Anthony Delaplace \| France \| Arkéa-Samsic \| + 35 s \| \| 8e \| Dimitri Claeys \| Belgique \| Cofidis, Solutions Crédits \| + 35 s \| \| 9e \| Julien Antomarchi \| France \| Natura4Ever-Roubaix Lille Métropole \| + 35 s \| \| 10e \| Frederik Backaert \| Belgique \| Wanty-Gobert \| + 52 s \| |                       |          |                                     |                  |
| |                       |          |                                     |                  |
| Source : ProCyclingStats |                       |          |                                     |                  |
| Classement général |                       |          |                                     |                  |
| Coureur | Coureur               | Pays     | Équipe                              | Temps            |
| 1er | Mike Teunissen        | Pays-Bas | Team Jumbo-Visma                    | 21 h 16 min 09 s |
| 2e | Amund Grøndahl Jansen | Norvège  | Team Jumbo-Visma                    | + 14 s           |
| 3e | Jens Keukeleire       | Belgique | Lotto-Soudal                        | + 22 s           |
| 4e | Anthony Turgis        | France   | Total Direct Énergie                | + 26 s           |
| 5e | Tom Van Asbroeck      | Belgique | Israel Cycling Academy              | + 29 s           |
| 6e | Aimé De Gendt         | Belgique | Wanty-Gobert                        | + 32 s           |
| 7e | Anthony Delaplace     | France   | Arkéa-Samsic                        | + 35 s           |
| 8e | Dimitri Claeys        | Belgique | Cofidis, Solutions Crédits          | + 35 s           |
| 9e | Julien Antomarchi     | France   | Natura4Ever-Roubaix Lille Métropole | + 35 s           |
| 10e | Frederik Backaert     | Belgique | Wanty-Gobert                        | + 52 s           |

### 6eétape
| \| Classement de l'étape \| Classement de l'étape \| Classement de l'étape \| Classement de l'étape \| Classement de l'étape \| \| Coureur \| Coureur \| Pays \| Équipe \| Temps \| \| --------------------- \| --------------------- \| --------------------- \| ----------------------------------- \| --------------------- \| \| 1er \| Mike Teunissen \| Pays-Bas \| Team Jumbo-Visma \| 4 h 21 min 42 s \| \| 2e \| Dylan Groenewegen \| Pays-Bas \| Team Jumbo-Visma \| + 0 s \| \| 3e \| Timothy Dupont \| Belgique \| Wanty-Gobert \| + 0 s \| \| 4e \| Marc Sarreau \| France \| Groupama-FDJ \| + 0 s \| \| 5e \| Bryan Coquard \| France \| Vital Concept-B&B Hotels \| + 0 s \| \| 6e \| Enzo Wouters \| Belgique \| Lotto-Soudal \| + 0 s \| \| 7e \| Tom Van Asbroeck \| Belgique \| Israel Cycling Academy \| + 0 s \| \| 8e \| Kevyn Ista \| Belgique \| Wallonie Bruxelles \| + 0 s \| \| 9e \| Emiel Vermeulen \| Belgique \| Natura4Ever-Roubaix Lille Métropole \| + 0 s \| \| 10e \| Jens Keukeleire \| Belgique \| Lotto-Soudal \| + 0 s \| |                   |          |                                     |                 |
| |                   |          |                                     |                 |
| Source : ProCyclingStats |                   |          |                                     |                 |
| Classement de l'étape |                   |          |                                     |                 |
| Coureur | Coureur           | Pays     | Équipe                              | Temps           |
| 1er | Mike Teunissen    | Pays-Bas | Team Jumbo-Visma                    | 4 h 21 min 42 s |
| 2e | Dylan Groenewegen | Pays-Bas | Team Jumbo-Visma                    | + 0 s           |
| 3e | Timothy Dupont    | Belgique | Wanty-Gobert                        | + 0 s           |
| 4e | Marc Sarreau      | France   | Groupama-FDJ                        | + 0 s           |
| 5e | Bryan Coquard     | France   | Vital Concept-B&B Hotels            | + 0 s           |
| 6e | Enzo Wouters      | Belgique | Lotto-Soudal                        | + 0 s           |
| 7e | Tom Van Asbroeck  | Belgique | Israel Cycling Academy              | + 0 s           |
| 8e | Kevyn Ista        | Belgique | Wallonie Bruxelles                  | + 0 s           |
| 9e | Emiel Vermeulen   | Belgique | Natura4Ever-Roubaix Lille Métropole | + 0 s           |
| 10e | Jens Keukeleire   | Belgique | Lotto-Soudal                        | + 0 s           |

## Classements finals

### Classement général final
| \| Classement général \| Classement général \| Classement général \| Classement général \| Classement général \| \| Coureur \| Coureur \| Pays \| Équipe \| Temps \| \| ------------------ \| --------------------- \| ------------------ \| ----------------------------------- \| ------------------ \| \| 1er \| Mike Teunissen \| Pays-Bas \| Team Jumbo-Visma \| 25 h 37 min 41 s \| \| 2e \| Amund Grøndahl Jansen \| Norvège \| Team Jumbo-Visma \| + 24 s \| \| 3e \| Jens Keukeleire \| Belgique \| Lotto-Soudal \| + 32 s \| \| 4e \| Anthony Turgis \| France \| Total Direct Énergie \| + 36 s \| \| 5e \| Tom Van Asbroeck \| Belgique \| Israel Cycling Academy \| + 39 s \| \| 6e \| Aimé De Gendt \| Belgique \| Wanty-Gobert \| + 42 s \| \| 7e \| Anthony Delaplace \| France \| Arkéa-Samsic \| + 45 s \| \| 8e \| Dimitri Claeys \| Belgique \| Cofidis, Solutions Crédits \| + 45 s \| \| 9e \| Julien Antomarchi \| France \| Natura4Ever-Roubaix Lille Métropole \| + 54 s \| \| 10e \| Frederik Backaert \| Belgique \| Wanty-Gobert \| + 1 min 02 s \| |                       |          |                                     |                  |
| |                       |          |                                     |                  |
| Source : ProCyclingStats |                       |          |                                     |                  |
| Classement général |                       |          |                                     |                  |
| Coureur | Coureur               | Pays     | Équipe                              | Temps            |
| 1er | Mike Teunissen        | Pays-Bas | Team Jumbo-Visma                    | 25 h 37 min 41 s |
| 2e | Amund Grøndahl Jansen | Norvège  | Team Jumbo-Visma                    | + 24 s           |
| 3e | Jens Keukeleire       | Belgique | Lotto-Soudal                        | + 32 s           |
| 4e | Anthony Turgis        | France   | Total Direct Énergie                | + 36 s           |
| 5e | Tom Van Asbroeck      | Belgique | Israel Cycling Academy              | + 39 s           |
| 6e | Aimé De Gendt         | Belgique | Wanty-Gobert                        | + 42 s           |
| 7e | Anthony Delaplace     | France   | Arkéa-Samsic                        | + 45 s           |
| 8e | Dimitri Claeys        | Belgique | Cofidis, Solutions Crédits          | + 45 s           |
| 9e | Julien Antomarchi     | France   | Natura4Ever-Roubaix Lille Métropole | + 54 s           |
| 10e | Frederik Backaert     | Belgique | Wanty-Gobert                        | + 1 min 02 s     |

### Classements annexes

#### Classement par points
| Classement par points | Classement par points | Classement par points | Classement par points               | Classement par points |
| Coureur               | Coureur               | Pays                  | Équipe                              | Points                |
| --------------------- | --------------------- | --------------------- | ----------------------------------- | --------------------- |
| 1er                   | Mike Teunissen        | Pays-Bas              | Team Jumbo-Visma                    | 83 pts                |
| 2e                    | Dylan Groenewegen     | Pays-Bas              | Team Jumbo-Visma                    | 77 pts                |
| 3e                    | Marc Sarreau          | France                | Groupama-FDJ                        | 53 pts                |
| 4e                    | Tom Van Asbroeck      | Belgique              | Israel Cycling Academy              | 53 pts                |
| 5e                    | Jens Keukeleire       | Belgique              | Lotto-Soudal                        | 52 pts                |
| 6e                    | Timothy Dupont        | Belgique              | Wanty-Gobert                        | 50 pts                |
| 7e                    | Amund Grøndahl Jansen | Norvège               | Team Jumbo-Visma                    | 30 pts                |
| 8e                    | Roy Jans              | Belgique              | Corendon-Circus                     | 29 pts                |
| 9e                    | Pierre Barbier        | France                | Natura4Ever-Roubaix Lille Métropole | 22 pts                |
| 10e                   | Anthony Turgis        | France                | Total Direct Énergie                | 21 pts                |

#### Classement de la montagne
| Classement de la montagne | Classement de la montagne | Classement de la montagne | Classement de la montagne           | Classement de la montagne |
| Coureur                   | Coureur                   | Pays                      | Équipe                              | Points                    |
| ------------------------- | ------------------------- | ------------------------- | ----------------------------------- | ------------------------- |
| 1er                       | Lionel Taminiaux          | Belgique                  | Wallonie Bruxelles                  | 29 pts                    |
| 2e                        | Julien Trarieux           | France                    | Delko Marseille Provence            | 10 pts                    |
| 3e                        | Lasse Norman Leth         | Danemark                  | Corendon-Circus                     | 10 pts                    |
| 4e                        | Elmar Reinders            | Pays-Bas                  | Roompot-Charles                     | 9 pts                     |
| 5e                        | Clément Carisey           | France                    | Israel Cycling Academy              | 7 pts                     |
| 6e                        | Romain Cardis             | France                    | Total Direct Énergie                | 6 pts                     |
| 7e                        | Amund Grøndahl Jansen     | Norvège                   | Team Jumbo-Visma                    | 6 pts                     |
| 8e                        | Jens Keukeleire           | Belgique                  | Lotto-Soudal                        | 6 pts                     |
| 9e                        | Samuel Leroux             | France                    | Natura4Ever-Roubaix Lille Métropole | 6 pts                     |
| 10e                       | Tony Hurel                | France                    | Saint Michel-Auber 93               | 6 pts                     |

#### Classement du meilleur jeune
| Classement du meilleur jeune | Classement du meilleur jeune | Classement du meilleur jeune | Classement du meilleur jeune  | Classement du meilleur jeune |
| Coureur                      | Coureur                      | Pays                         | Équipe                        | Temps                        |
| ---------------------------- | ---------------------------- | ---------------------------- | ----------------------------- | ---------------------------- |
| 1er                          | Anthony Turgis               | France                       | Total Direct Énergie          | 25 h 38 min 17 s             |
| 2e                           | Aimé De Gendt                | Belgique                     | Wanty-Gobert                  | + 6 s                        |
| 3e                           | Cyril Barthe                 | France                       | Euskadi Basque Country-Murias | + 47 s                       |
| 4e                           | Aksel Nõmmela                | Estonie                      | Wallonie Bruxelles            | + 52 s                       |
| 5e                           | Kevin Geniets                | Luxembourg                   | Groupama-FDJ                  | + 1 min 13 s                 |
| 6e                           | Stan Dewulf                  | Belgique                     | Lotto-Soudal                  | + 1 min 17 s                 |
| 7e                           | Connor Swift                 | Royaume-Uni                  | Arkéa-Samsic                  | + 1 min 48 s                 |
| 8e                           | Piet Allegaert               | Belgique                     | Sport Vlaanderen-Baloise      | + 2 min 00 s                 |
| 9e                           | Rémy Mertz                   | Belgique                     | Lotto-Soudal                  | + 2 min 42 s                 |
| 10e                          | Aaron Van Poucke             | Belgique                     | Sport Vlaanderen-Baloise      | + 3 min 07 s                 |

#### Classement par équipes
| Classement par équipes | Classement par équipes     | Classement par équipes | Classement par équipes |
| Équipe                 | Équipe                     | Pays                   | Temps                  |
| ---------------------- | -------------------------- | ---------------------- | ---------------------- |
| 1re                    | Arkéa-Samsic               | France                 | 76 h 56 min 38 s       |
| 2e                     | Lotto Soudal               | Belgique               | + 1 min 17 s           |
| 3e                     | Saint Michel-Auber 93      | France                 | + 1 min 50 s           |
| 4e                     | AG2R La Mondiale           | France                 | + 2 min 44 s           |
| 5e                     | Sport Vlaanderen-Baloise   | Belgique               | + 3 min 23 s           |
| 6e                     | Team Jumbo-Visma           | Pays-Bas               | + 3 min 28 s           |
| 7e                     | Corendon-Circus            | Belgique               | + 4 min 53 s           |
| 8e                     | Wallonie Bruxelles         | Belgique               | + 6 min 16 s           |
| 9e                     | Total Direct Énergie       | France                 | + 6 min 22 s           |
| 10e                    | Cofidis, Solutions Crédits | France                 | + 8 min 14 s           |

## Evolution des classements
| Étape              | Vainqueur          | Classement général | Classement de la montagne | Classement par points | Classement du meilleur jeune | Classement par équipe |
| ------------------ | ------------------ | ------------------ | ------------------------- | --------------------- | ---------------------------- | --------------------- |
| 1                  | Dylan Groenewegen  | Dylan Groenewegen  | Tom Devriendt             | Marc Sarreau          | Samuel Leroux                | Jumbo-Visma           |
| 2                  | Dylan Groenewegen  | Dylan Groenewegen  | Tom Devriendt             | Dylan Groenewegen     | Samuel Leroux                | Jumbo-Visma           |
| 3                  | Dylan Groenewegen  | Dylan Groenewegen  | Tom Devriendt             | Dylan Groenewegen     | Anthony Turgis               | Jumbo-Visma           |
| 4                  | Bryan Coquard      | Mike Teunissen     | Tom Devriendt             | Dylan Groenewegen     | Anthony Turgis               | Jumbo-Visma           |
| 5                  | Mike Teunissen     | Mike Teunissen     | Lionel Taminiaux          | Mike Teunissen        | Anthony Turgis               | Arkéa-Samsic          |
| 6                  | Mike Teunissen     | Mike Teunissen     | Lionel Taminiaux          | Mike Teunissen        | Anthony Turgis               | Arkéa-Samsic          |
| Classements finals | Classements finals | Mike Teunissen     | Lionel Taminiaux          | Mike Teunissen        | Anthony Turgis               | Arkéa-Samsic          |